# نوكيا آشا 205
نوكيا آشا 205 (بالإنجليزية: Nokia Asha 205)‏ هو هاتف محمول من نوكيا ضمن سلسلة آشا تم الكشف عنه عام 2012، طرح في الأسواق في مارس 2013.

## الخصائص
- نظام التشغيل: سيريز 40